# بنجامین کافمن
بنجامین کافمن (انگلیسی: Benjamin Kauffmann؛ زادهٔ ۱۴ ژوئیهٔ ۱۹۸۸) بازیکن فوتبال اهل آلمان است.
از باشگاه‌هایی که در آن بازی کرده‌است می‌توان به باشگاه فوتبال اینگولشتات ۰۴ و باشگاه فوتبال آینتراخت بامبرگ اشاره کرد.